# 巴巴克·赞加尼
巴巴克·赞加尼（波斯語：‎，1974年3月21日—）是一名伊朗商人。他是阿联酋拥有的Sorinet集团执行总裁。他同时拥有Qeshm航空公司和雷伊铁路足球俱乐部。2013年12月30日，赞加尼被伊朗政府逮捕。2016年3月6日，他被一审判处死刑。